# Jyrinki
Jyrinki är en tätort (finska: taajama) i Sievi kommun i landskapet Norra Österbotten i Finland. Vid tätortsavgränsningen den 31 december 2021 hade Jyrinki 348 invånare och omfattade en landareal av 2,64 kvadratkilometer.